# California State Route 88
De California State Route 88 (SR 88), ook de Carson Pass Highway genoemd, is een state highway van de Amerikaanse deelstaat Californië. De weg verbindt de State Route 99 in Stockton in de Central Valley met de grens met Nevada, ten oosten van de Sierra Nevada, alwaar de weg overgaat in de Nevada State Route 88. SR 88 steekt de Sierra Nevada over door de Carson Pass in Alpine County.